# Dorylus staudingeri
Dorylus staudingeri är en myrart som beskrevs av Carlo Emery 1895. Dorylus staudingeri ingår i släktet Dorylus och familjen myror. Inga underarter finns listade i Catalogue of Life.